# Luxiaria mitorrhaphes
Luxiaria mitorrhaphes är en fjärilsart som beskrevs av Louis Beethoven Prout 1925. Luxiaria mitorrhaphes ingår i släktet Luxiaria och familjen mätare. Inga underarter finns listade i Catalogue of Life.

## Bildgalleri

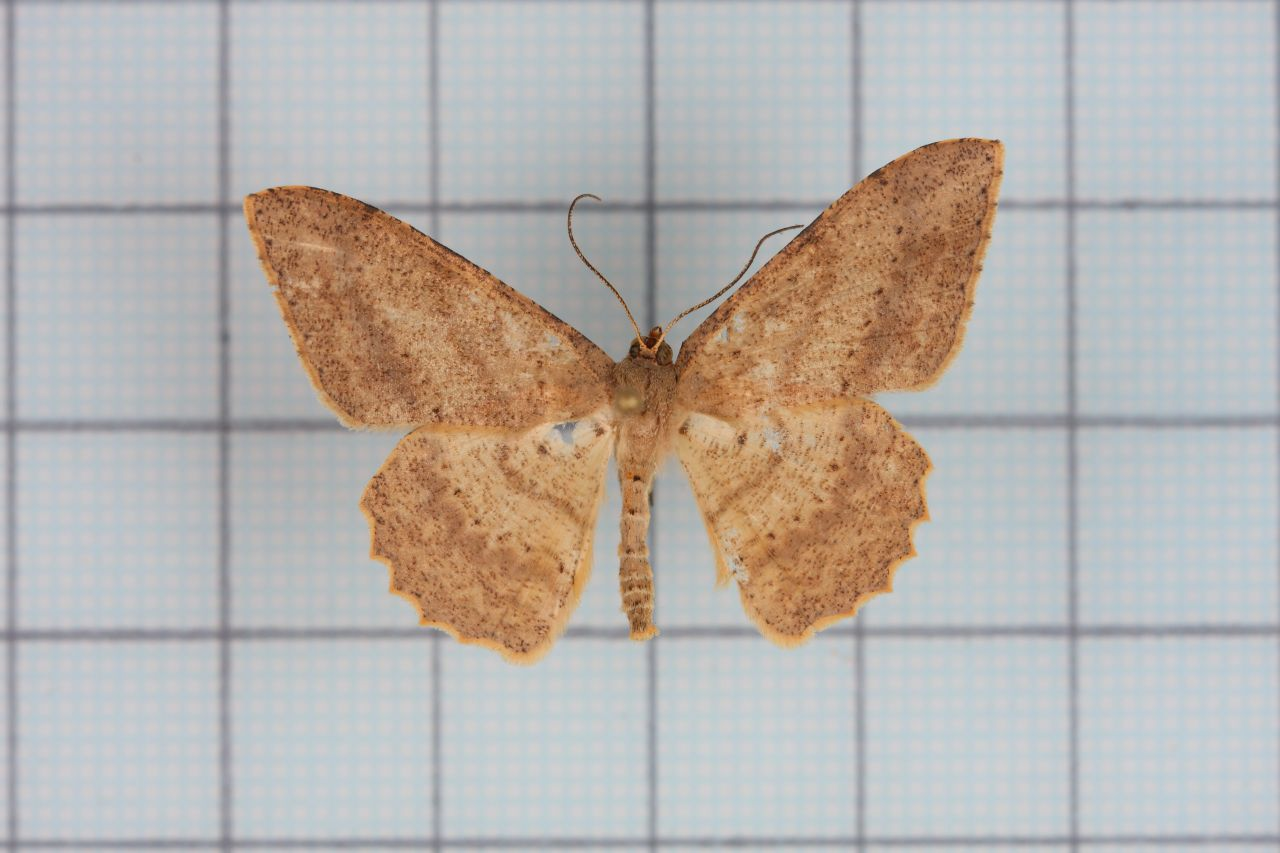
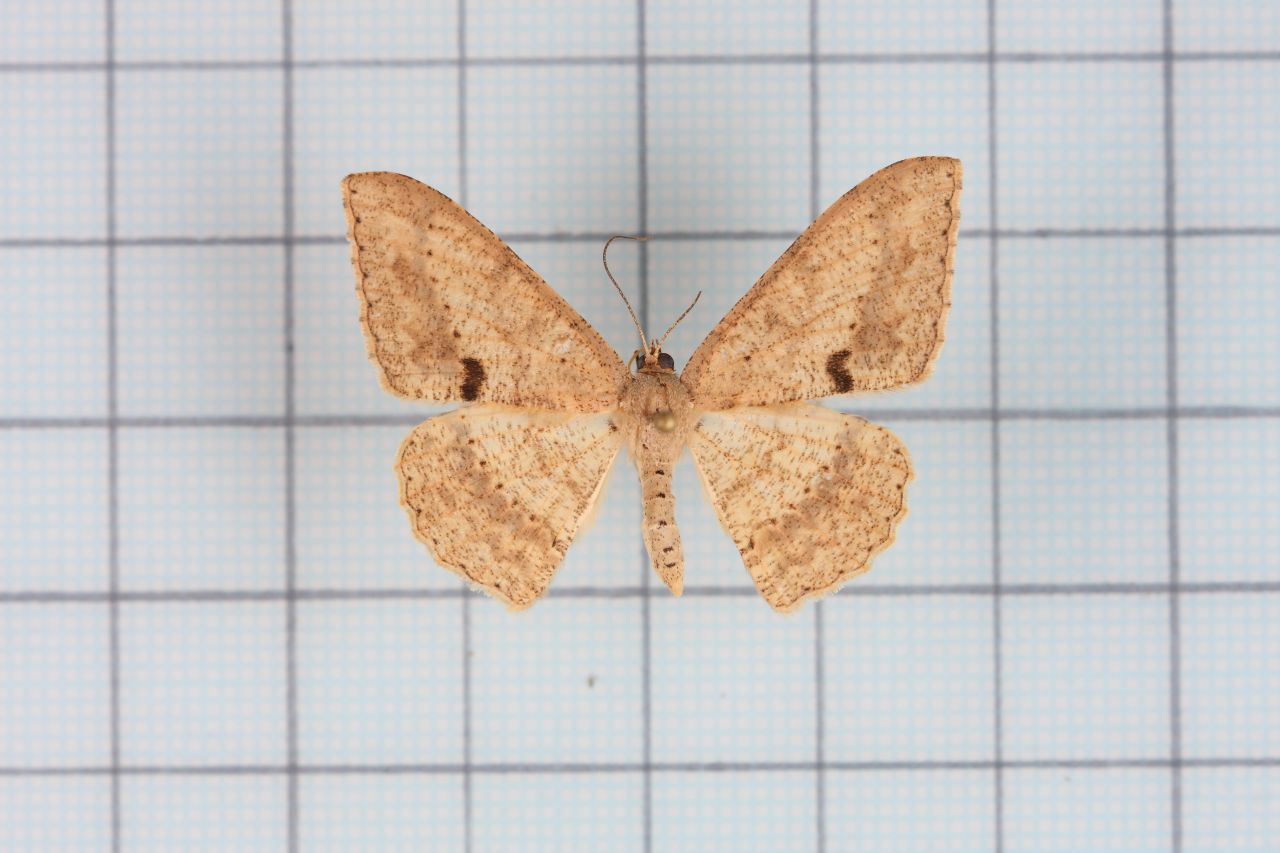
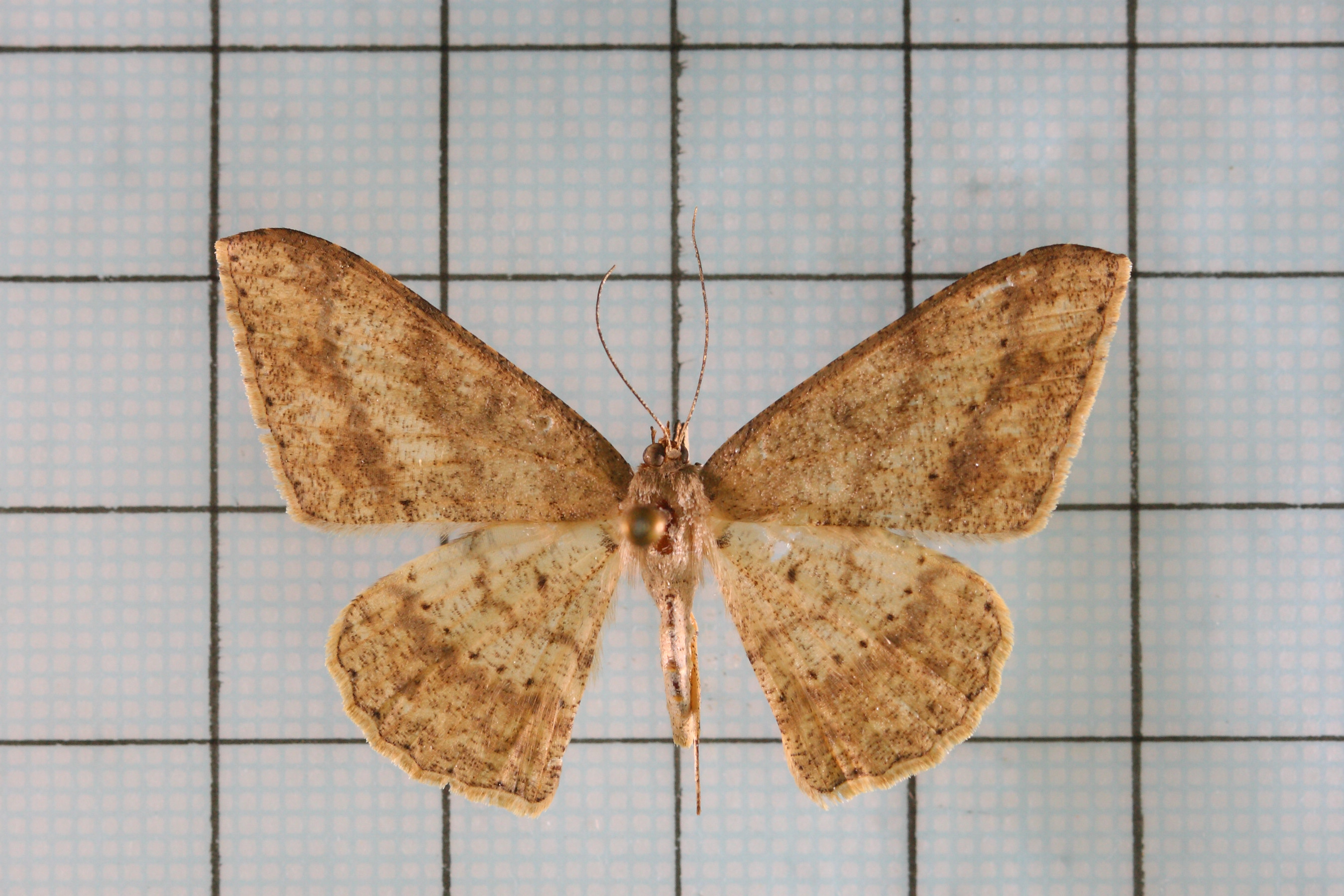
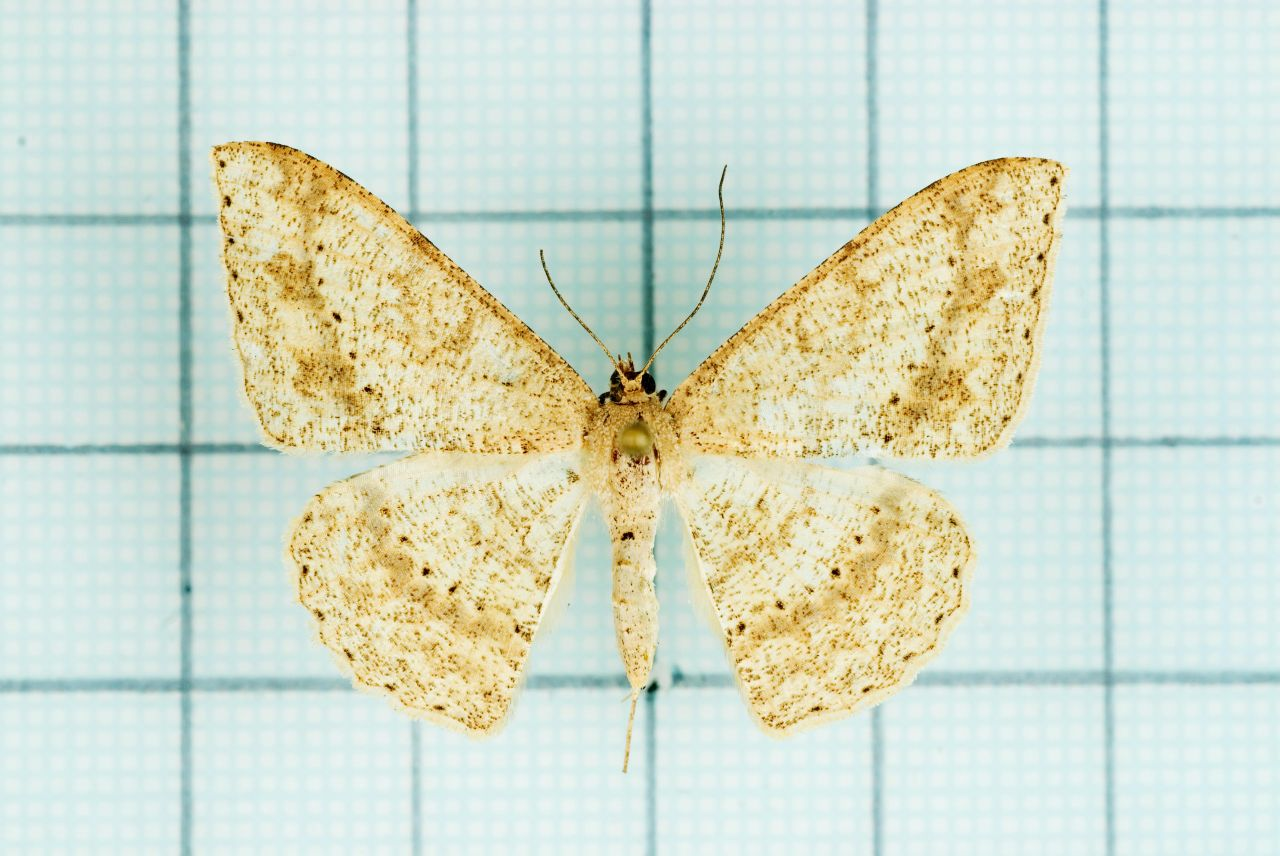